# Hästsveden
Hästsveden är en sjö i Borlänge kommun i Dalarna och ingår i Dalälvens huvudavrinningsområde. Sjön är 30,5 meter djup, har en yta på 0,984 kvadratkilometer och är belägen 256 meter över havet.

## Delavrinningsområde
Hästsveden ingår i det delavrinningsområde (669318-146747) som SMHI kallar för Mynnar i Långsjön. Medelhöjden är 291 meter över havet och ytan är 6,84 kvadratkilometer. Det finns ett avrinningsområde uppströms, och räknas det in blir den ackumulerade arean 13,3 kvadratkilometer. Vattendraget som avvattnar avrinningsområdet har biflödesordning 3, vilket innebär att vattnet flödar genom totalt 3 vattendrag innan det når havet efter 249 kilometer. Avrinningsområdet består mestadels av skog (80 procent). Avrinningsområdet har 0,98 kvadratkilometer vattenytor vilket ger det en sjöprocent på 14,4 procent. Bebyggelsen i området täcker en yta av 0,07 kvadratkilometer eller 1 procent av avrinningsområdet.